# Карузы (Опочецкий район)
Карузы — деревня в Опочецком районе Псковской области. Входит в состав Матюшкинской волости.
Расположена в 23 км к северу от города Опочка и в 6 км к востоку от волостного центра, деревни Матюшкино.
Численность населения составляет 10 жителей (2000 год).